# WARE (band)
WARE is een Nederlandse band afkomstig uit Leiden. De muziek van WARE is een mengeling van popmuziek uit de jaren tachtig, Italodisco, Britrock, new wave en electro.

## Geschiedenis
WARE is opgericht in 2019 en bestaat uit de leden Bas van der Krogt, Eric Dietz en André van der Wolf. De heren van WARE schrijven en produceren alle songs in eigen beheer. Naast muziek is video een belangrijk onderdeel in hun werk. 
In 2019 verscheen de debuut-ep Plastic. De gelijknamige single werd genomineerd voor Beste Single 2019 door de Leidse afdeling van 3voor12. In 2020 brengt WARE het album 'Higher' uit. De eerste single afkomstig van dit album, het nummer 'Electric', wordt door Spotify opgepikt en opgenomen in de 'New Alternative Playlist'.
In het voorjaar van 2020 stond WARE in het voorprogramma van de Engelse band China Crisis.
2021 was ondanks of wellicht dankzij de pandemie een productief jaar voor de band. De singles 'Someday' en 'Scratch On My Cornea' werden gereleased. 'Someday' kreeg daarbij ook een uitgebreide videoclip. WARE stond daarnaast in september van dat jaar in het voorprogramma van Inge van Calkar.
2022 begon met de single 'Closer' gevolgd door de 2022-clubmix van het eerder uitgebrachte nummer 'Brick'. Later dat jaar vond de release plaats van de single en videoclip 'Seaside'.

## Discografie
- Plastic (ep), 2019
- Higher, 2020
- Someday, 2021 (single)
- Scratch On My Cornea, 2021 (single)
- Dream Away, 2022 (single)
- Closer, 2022 (single)
- Brick (2022 clubmix), 2022 (single)
- Seaside, 2022 (single)